# Monte Sagro
Monte Sagro este o arie protejată (arie specială de conservare — SAC, sit de importanță comunitară — SCI) din Italia întinsă pe o suprafață de 1.220 ha, integral pe uscat.

## Localizare
Centrul sitului Monte Sagro este situat la coordonatele 44°06′49″N 10°09′45″E / 44.113611°N 10.1625°E.

## Înființare
Situl Monte Sagro a fost declarat sit de importanță comunitară în iunie 1995 pentru a proteja 2 specii de plante și 14 specii de animale. Situl a fost protejat și ca arie specială de conservare în mai 2016.

## Biodiversitate
Situată în ecoregiunea mediteraneană, aria protejată conține 12 habitate naturale: Păduri de fag din Europa Centrală dezvoltate pe sol calcaros cu Cephalanthero-Fagion, Pajiști alpine și subalpine calcaroase, Pante stâncoase calcaroase cu vegetație casmofită, Pajiști uscate seminaturale și facies de acoperire cu tufișuri pe substraturi calcaroase (Festuco-Brometalia) (* situri importante pentru orhidee), Grohotișuri calcaroase și de șisturi calcaroase de la nivelul montan până la nivelul alpin (Thlaspietea rotundifolii), Peșteri inaccesibile publicului, Grohotișuri termofile și vest-mediteraneene, Păduri de fag Luzulo-Fagetum, Pante stâncoase silicioase cu vegetație casmofită, Păduri de Castanea sativa, Pajiști uscate europene, Lespezi calcaroase.
La baza desemnării sitului se află mai multe specii protejate:
- plante (2): Aquilegia bertolonii, Athamanta cortiana
- păsări (7): fâsă-de-câmp (Anthus campestris), acvilă de munte (Aquila chrysaetos), vânturel roșu (Falco tinnunculus), sfrâncioc roșiatic (Lanius collurio), mierlă de piatră (Monticola saxatilis), stăncuță alpină (Pyrrhocorax graculus), Pyrrhocorax pyrrhocorax
- amfibieni (3): Bombina pachypus, Salamandrina terdigitata, Speleomantes ambrosii
- mamifere (3): lupul (Canis lupus), liliacul mare cu potcoavă (Rhinolophus ferrumequinum), liliacul mic cu potcoavă (Rhinolophus hipposideros)
- nevertebrate (1): Euplagia quadripunctaria

Pe lângă speciile protejate, pe teritoriul sitului au mai fost identificate 44 de specii de plante, 1 specie de amfibieni, 1 specie de mamifere, 13 specii de nevertebrate, 4 specii de reptile.